# Tantilla vulcani
Tantilla vulcani (вулканічна багатоніжкова змія) — вид змій родини полозових (Colubridae). Мешкає в Мексиці і Гватемалі.

## Поширення і екологія
Вулканічні багатоніжкові змії мешкають в мексиканських штатах Оахака і Чіапас та на заході Гватемали. Вони живуть у вологих тропічних і субтропічних лісах, серед опалого листя. Зустрічаються на висоті від 500 до 700 м над рівнем моря.